# 苏联历史 (1953年—1964年)
1953年约瑟夫·斯大林死後，尼基塔·赫鲁晓夫領導蘇聯在冷战中繼續與以美國為首的西方國家對抗，維護自身勢力範圍，直到1964年他在權力鬥爭中敗給列昂尼德·勃列日涅夫而淡出為止。赫魯雪夫譴責斯大林主义的個人崇拜，間接削弱了苏联共产党中央權威。

## 政治

### 集体领导
在拉夫连季·贝利亚被罢免后的一段时间里，格奥尔基·马林科夫通常被认为是蘇共中央政治局中资历最深的人物。马林科夫是一个具有艺术气质的人，他喜欢接近知识分子和艺术家，对流血事件或国家恐怖主义几乎不感兴趣。他呼吁更大力度地支持私人农田，解放艺术，使其摆脱僵化的社会现实主义束缚，他还批评了生物学家特罗菲姆·李森科的伪科学。在1953年11月的一次演讲中，马林科夫谴责了各个政府机构中的腐败现象。他还重新评估了苏联对外界的看法和与西方的关系，认为与美国及其盟友之间没有不能和平解决的争端，与西方的核战争只会导致所有参与方的毁灭。
在同一时期，尼基塔·赫鲁晓夫同样成为苏联政治中的一个突出人物。赫鲁晓夫提出了更大的农业改革措施，尽管他仍然拒绝放弃集体农业的概念，并继续支持李森科主义。在1955年的一次演讲中，他认为苏联农业需要振奋精神，认为继续把低生产力和农作物歉收归咎于已经去世近40年的沙皇尼古拉二世是愚蠢的。他还开始允许普通人漫步克里姆林宫的庭院，當時这个地方除了高级国家官员外，已经封闭了20多年。
与此同时，已故的斯大林的声誉开始减弱。1954年12月，他75岁生日时，国家媒体进行了广泛的颂扬和纪念，1955年3月他去世两周年时也是如此。然而到了年底，他的第76个生日几乎未被提及。
新领导层宣布对某些类别的罪犯实施大赦，宣布降价，并放宽了对私人土地的限制。去斯大林化将意味着大规模强迫劳动在经济中的角色走向终结。

## 外交

### 南斯拉夫和东欧集团
赫鲁晓夫试图通过1955年5月访问贝尔格莱德来恢复与铁托的南斯拉夫的关系，但是南斯拉夫领导人对赫鲁晓夫试图将与南斯拉夫断交的责任归咎于贝利亚的尝试并不为所动。赫鲁晓夫坚持不懈，开始敦促东欧集团国家恢复与南斯拉夫的联系。他还解散了用作打击贝尔格莱德的共产党信息局（Cominform）。约瑟普·布罗兹·铁托在1956年5月回访莫斯科，受到了王室般的欢迎，巨大的人群出动迎接他。政治局成员试图在讨好铁托和为斯大林的行为道歉方面相互竞争，但这次访问对铁托的外交政策立场没有最终影响，他仍然拒绝加入苏联集团，放弃他的不结盟立场，或切断与西方的经济和军事联系。更糟的是，铁托开始向其他国家，特别是波兰和匈牙利，提供他的不结盟社会主义。
在1956年10月的事件期间，匈牙利领导人纳吉·伊姆雷（Nagy Imre）短暂地在布达佩斯的南斯拉夫大使馆寻求避难后，铁托对苏联镇压匈牙利起义保持了距离，从那时起苏联-南斯拉夫关系开始衰退。铁托拒绝参加1957年11月布尔什维克革命40周年的庆祝活动，并在次年3月的南斯拉夫共产党大会上继续积极推广他的不结盟立场。赫鲁晓夫拒绝派任何代表参加大会，并授权在《真理报》上发表了一篇长篇谴责文章。赫鲁晓夫指责铁托是一个类似于纳吉·伊姆雷的叛徒，并下令处决了这位已经被监禁了几个月的匈牙利领导人。
1956年波兰和匈牙利的起义，与赫鲁晓夫对斯大林主义的软化立场相吻合（他在莫斯科中国大使馆的一个接待会上告诉客人“斯大林主义与马克思主义不可分割”），引发了苏联社会各界的新一轮抗议。除了知识分子通常的抱怨外，还有学生示威和报告称工厂中苏联领导人的肖像被破坏或撕毁。尽管这种公众不满的规模很小，中央委员会迅速批准了严厉的对策，1957年初有几百人被逮捕，并被判处几年的劳改营。

#### 东德
东德继续是一个棘手的问题。赫鲁晓夫最初希望从西方国家获得对德意志民主共和国（GDR）的承认，但最终使情况变得更糟。大批东德公民继续不受阻碍地向西德大量流出，这些人主要是年轻、健康的成年人，导致东德的劳动力队伍人力枯竭。东德领导人沃尔特·乌布里希特请求使用苏联的客工来弥补劳动力短缺，这一提议让赫鲁晓夫感到警惕，因为它让人想起了纳粹德国在二战期间使用苏联奴隶劳工的情况。除此之外，西德公民还前往东部购买由莫斯科补贴的低成本商品，进一步增加了东德欠苏联的债务金额。
与西德签署和平条约的问题变得严重，几乎构成了难以克服的问题。签署和平条约很可能导致西德对东德实施经济封锁，这将需要苏联援助增加一倍，而这是莫斯科难以承担的。

### 中国
当赫鲁晓夫提议建立一个中苏联合舰队以对抗美国第七舰队时触怒了中国。1958年7月，苏联驻中国大使帕维尔·尤金在一次会议中被毛泽东拒绝。毛泽东要求与赫鲁晓夫当面交谈，后者遂飞往北京。会议并未比之前尤金与毛的会面更成功，毛继续拒绝建立联合舰队的想法，认为在和平时期允许苏联海军战舰停靠中国港口和运行联合雷达站是对中国主权的侵犯。赫鲁晓夫回国后不久，中国人民解放军炮击了位于台湾海峡的金门和马祖岛，引来美国第七舰队以重大武力展示进入该地区。在美国对中国使用武力威胁后，莫斯科勉强支持中国对这些岛屿的炮击，毛泽东告诉震惊的安德烈·格罗米科，他非常愿意与帝国主义势力开始一场核战争。
此后，中苏关系在接下来的六个月内平静下来，但在1959年夏天再次恶化，当时赫鲁晓夫批评了大跃进，并在中印边境冲突期间保持不置可否的态度。8月20日，莫斯科通知北京，他们不会提供一个拟议中的原子弹样品。当赫鲁晓夫在9月下旬刚从美国访问回来后前往北京时，他受到了冷淡的接待，并且他对美国人和艾森豪威尔的热情描述进一步疏远了中国。苏联总理提议释放在朝鲜战争期间被中国俘获的美国飞行员的建议也被拒绝，北京在台湾海峡和印度边境的最近行动也是如此。谈话仅持续了三天，赫鲁晓夫沮丧地回国。

### 美国

#### 赫鲁晓夫访问美国
1959年9月，赫鲁晓夫成为首位访问美国的俄罗斯国家元首。这次开创性的旅行是乘坐新型图-114远程客机进行的，尽管该飞机仍处于试验阶段，但由于苏联没有其他能够进行无停歇跨大西洋飞行的飞机，赫鲁晓夫只能选择它。这次为期13天的访问包括与美国商界人士和劳工领袖、好莱坞演员会面以及访问爱荷华州的罗斯威尔·加斯特农场。当赫鲁晓夫被告知他不能参观迪士尼乐园，因为很难保证他在那里的安全时，他公开表示失望。

#### 1960年美国总统选举
赫鲁晓夫急切地等待着1960年美国总统选举的结果，他更偏爱肯尼迪而不是理查德·尼克松，后者在他看来是一位强硬的反共冷战战士，并在11月8日肯尼迪胜选时公开庆祝。然而，实际上赫鲁晓夫对肯尼迪的看法是复杂的。他知道这位新总统出身富裕且毕业于哈佛。另一方面，肯尼迪是以43岁的年龄当选的美国最年轻的总统，并给人一种缺乏经验和“小孩穿着父亲的裤子”的印象，赫鲁晓夫认为他可以利用这一点来主导肯尼迪。如果肯尼迪真的那么软弱，那么他可能只是“反动”势力和美国军工复合体的傀儡。选举日投票结束后不久，赫鲁晓夫就试图向当选总统提出提议，并希望改善美苏关系，特别是希望回到富兰克林·D·罗斯福总统时期那种宽容的外交氛围。然而，赫鲁晓夫被告知他行动过快，直到肯尼迪1月份上任之前，不可能有正式的峰会，即使那时，安排这样的会议仍然需要时间。

#### 肯尼迪时期
赫鲁晓夫对肯尼迪1961年1月20日的就职演讲感到满意，并立即提出释放在苏联上空被击落的美国飞行员作为和平的象征。肯尼迪也采取了相应的举措，他下令停止美国邮政服务对苏联出版物的审查，取消了对进口苏联蟹肉的禁令，并指示军方官员在演讲中降低反苏言论的调门。
在1月6日关于前一年秋天在莫斯科举行的81个共产党世界会议的报告中，赫鲁晓夫表示社会主义战胜资本主义是不可避免的，但与此同时，在核武器时代，大国之间发生二战那样规模的重大冲突已经不可想象。他还表示，必须避免局部战争，因为它们可能像第一次世界大战那样演变成重大战争。赫鲁晓夫认为，唯一可接受的冲突是反殖民的民族解放战争，如阿尔及利亚对法国的独立战争。
尽管艾森豪威尔可能会将这场演讲视为苏联的虚张声势，但缺乏经验的肯尼迪感到紧张，并将其视为莫斯科的战争召唤。在1月30日的首次国情咨文演讲中，他警告说：“任何人都不应该认为苏联或中国已放弃他们对世界统治的渴望，这是他们不久前才强势重申的野心。相反，我们的目标是展示，他们的侵略和颠覆行为不是实现这些目标的可接受手段。”这番言论两天后，迎来了第一次民兵一号洲际弹道导弹的试射。
赫鲁晓夫对肯尼迪最初的希望在接下来的几个月里逐渐黯淡。当刚果领袖帕特里斯·卢蒙巴被暗杀时，赫鲁晓夫将其归咎于西方殖民主义势力。赫鲁晓夫对苏联导弹力量的夸耀为约翰·F·肯尼迪在1960年美国总统选举中提供了一个关键问题，用以对抗理查德·尼克松——所谓的“导弹差距”。但是赫鲁晓夫（可能是真诚的）试图与新总统建立牢固的个人关系的所有尝试都失败了，因为他典型的虚张声势、误判和失误导致了古巴导弹危机。在柏林和古巴危机之后，两个超级大国之间的紧张关系有所缓和。
赫鲁晓夫在1963年11月肯尼迪遇刺的消息传来时公开哭泣，担心新任美国总统林登·约翰逊会采取更加激进的反苏立场。结果约翰逊比赫鲁晓夫假设的更倾向于缓和政策，但最终让超级大国关系退居其伟大社会计划和越南战争的次要位置。